# Chemnitz-Lutherviertel
Das Lutherviertel ist  Chemnitz Stadtteil mit der kleinsten Fläche. An ihn grenzen die Ortsteile Sonnenberg, Gablenz, Bernsdorf und Zentrum. Er ist im Mittel 1,7 km vom Stadtzentrum entfernt.
Begrenzt wird der Stadtteil von der Augustusburger Straße im Norden, von der Clausstraße im Osten, von der Zschopauer Straße im Süden und der Bahnstrecke zwischen dem Chemnitzer Hauptbahnhof und dem Bahnhof Chemnitz Süd im Westen. Namensgebend ist die Lutherkirche.

## Geschichte und Charakteristik

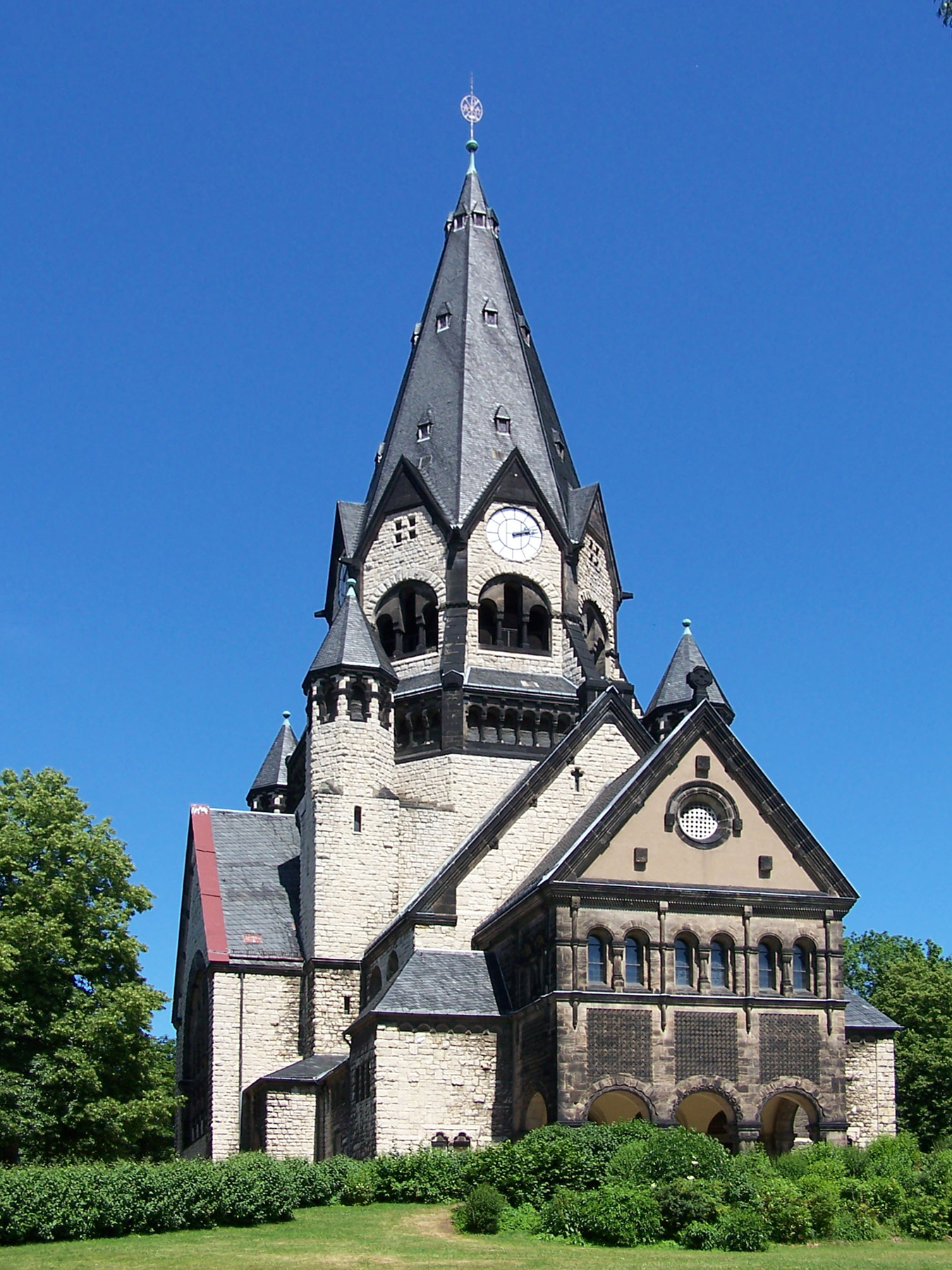
Lutherkirche an der Zschopauer Straße

Entstanden im Zuge der gründerzeitlichen Stadterweiterung ist das Gebiet geprägt durch eine Karreestruktur mit mehrgeschossiger Blockrandbebauung aus der vorletzten Jahrhundertwende und den 1920er-Jahren sowie offeneren Strukturen, welche in den 1950er-Jahren im Zuge des Wiederaufbaus nach den starken Zerstörungen des Zweiten Weltkrieges gebildet wurden.
Zwischen 1991 und 2001 verlor der Stadtteil 2968 Einwohner (ca.  35 %; Stadtdurchschnitt 17,6 %). Der Wohnungsleerstand beträgt fast 35 % (Stadtdurchschnitt: ca. 23 %).
Aufgrund seiner baulichen Strukturen, der guten verkehrlichen Infrastruktur und seiner innenstadtnahen Lage (ca. 10–20 Minuten Fußweg durch den Park der Opfer des Faschismus zur Innenstadt) erachtet die Stadt Chemnitz das Lutherviertel insgesamt als einen potentiell sehr attraktiven Wohnstandort. Es soll daher der Stadtteil durch verschiedene Projekte in den nächsten Jahren gefördert werden, unter anderem durch die Entlastung vom Durchgangsverkehr, den Bau eines Radweges vom Lutherviertel zum Campus der Technischen Universität an der Reichenhainer Straße und eine Verbesserung des Wohnumfeldes durch eine Vergrößerung der Grün- und Freiflächen.

## Bildung
Im Gebiet des Lutherviertels befinden sich zwei Schulen, nämlich das Berufliche Schulzentrum für Wirtschaft I sowie die Rudolfschule für Grundschüler.

## Verkehr

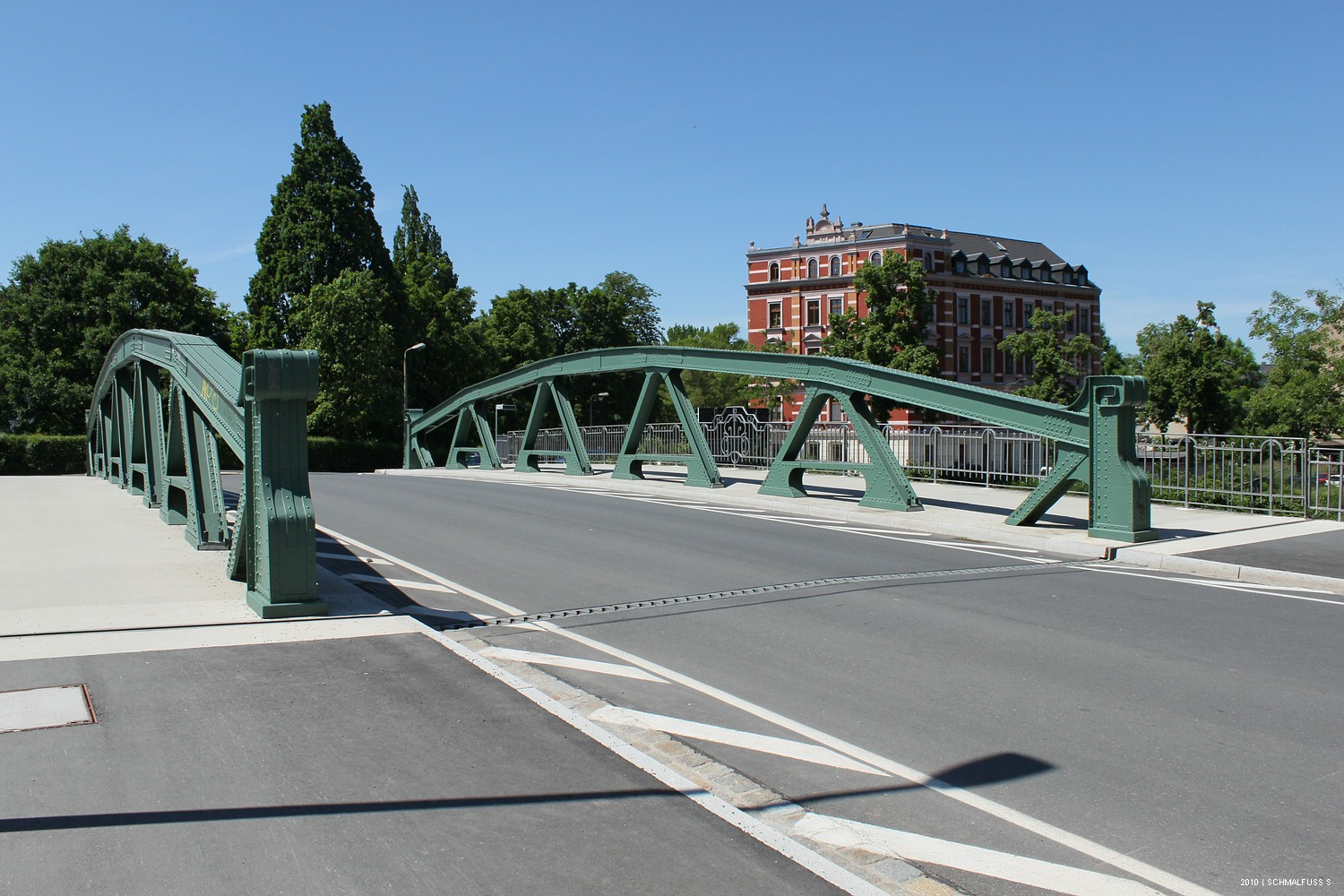
Historische Brücke Bernhardstraße

Die Bundesstraße 174 (Zschopauer Straße) und die Staatsstraße 236 (Augustusburger Straße) tangieren den Stadtteil.
Die CVAG erschließt den Stadtteil mit den Buslinien 62, 72, 82 und der Nachtbuslinie N13. Weiter wird das Lutherviertel im Norden von der Stadtbahnlinie 5 tangiert.
Die regionalen Omnibuslinien 206 und 207 bedienen alle entlang der Zschopauer Straße vorhandenen Haltestellen.